# عاشق شدی (فیلم ۱۹۹۹)
عاشق شدی (به هندی: Hote Hote Pyar Ho Gaya) فیلمی است محصول سال ۱۹۹۹ و به کارگردانی فیروز ایرانی است. در این فیلم بازیگرانی همچون جکی شروف، کاجول، آتول آگنیهوتری، عایشا جولکا، آریونا ایرانی، کولبوشان کارباندا، پریم چوپرا، آنجانا ممتاز ایفای نقش کرده‌اند.